# Gare de Diridon

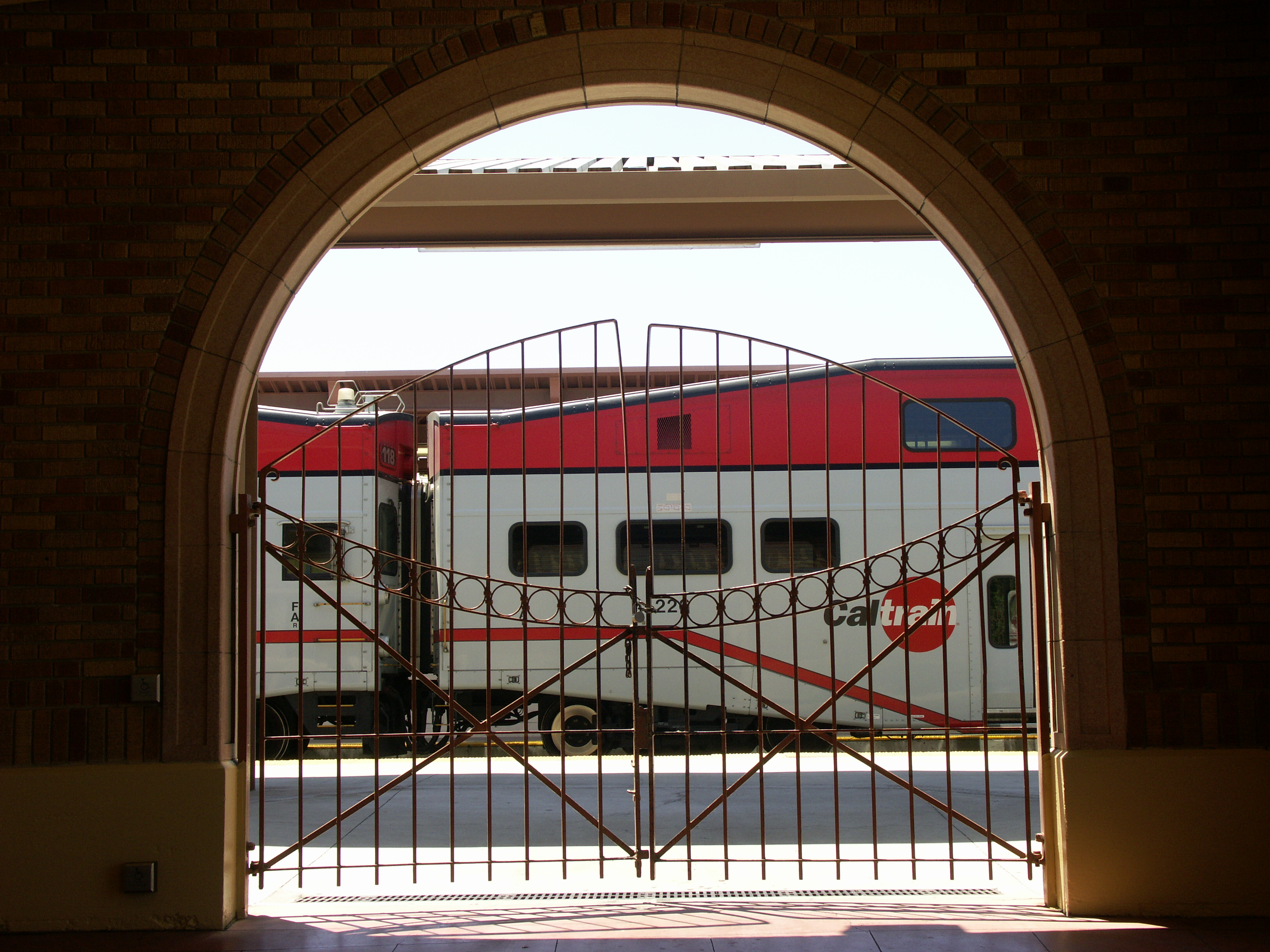
Train Caltrain Baby Bullet.

La  gare de Diridon est une gare ferroviaire des États-Unis située à San José en Californie ; elle est desservie par Amtrak, Caltrain, VTA et l'ACE. C'est une gare avec personnel.

## Architecture
Le dépôt a été construit dans le style italien de type Renaissance. Le design a été  réalisé par l'architecte Johne Chrisie de la Southern Pacific. Il est le dernier grand dépôt de la ligne San Francisco - San Jose.

## Histoire
Originellement appelée dépôt de Cahill, la gare est ouverte en décembre 1935. Son ouverture est le résultat de 30 années d'efforts afin de soulager la Coast line de la Southern Pacific qui avait ses dépôts à Market Street (à 7.2 km) dans le centre-ville. 
Le dépôt de Cahill a pendant longtemps été la destination des passagers de la Southern Pacific, ce qui inclut la fameuse ligne San Francisco - Los Angeles. Le Amtrak commença à proposer un service aux voyageurs dès 1971, et le Caltrain fit son apparition en 1985.
La station est rénovée en 1994, et on la baptise alors Diridon Station en l'honneur du superviseur du comté de Santa Clara, Rod Diridon.
En 1996, le comté de Santa Clara approuve un projet d'agrandissement qui engendre la création d'une plateforme de Tramway (Lightrail) en 2005. 
Dans le film d'Alfred Hitchcock, Pas de printemps pour Marnie (1964), les quais de la gare ont été filmés. Ils sont censés être ceux de la ville d'Hartford, Connecticut. Margaret (Marnie) Edgar (Tippi Hedren) est vue en train de marcher sur le quai.

## Service des voyageurs

### Desserte
- Lignes d'Amtrak[1] :
  - Le Coast Starlight: Los Angeles - Seattle
  - Le Capitol Corridor: San Jose - Auburn
- Caltrain
- Altamont Commuter Express (ACE)
- Santa Clara Valley Transportation Authority light rail
  - Mountain View - Winchester (VTA)

### Intermodalité
- VTA Route 22
- VTA Route 63
- VTA Route 64
- VTA Route 65
- VTA Route 68
- VTA Express Route 180
- VTA Limited Route 305
- VTA Rapid Route 522
- Highway 17 Express - VTA's site
- Highway 17 Express - Santa Cruz Metro's site
- MST Express Route 55
- Downtown Area Shuttle (DASH) (free)
- Amtrak Thruway Bus - San Joaquin Route

## Possibilités futures
La gare de San Jose Diridon devrait devenir une des gares desservies par le TGV californien (San Francisco - Los Angeles). Une extension du BART est également prévue. 